# Меган Бенфето
Меган Бенфето (фр. Meaghan Benfeito; Монтреал, 2. март 1989) је канадска скакачица у воду португалског порекла чија специјалност су углавном скокови са торња, како у појединачној тако и у конкуренцији синхронизованих парова. Скокове у воду почела је да тренира као седмогодишња девојчица, а већ са 8 година почела је да учествује на разним скакачким такмичењима. Њена партнерка у синхронизованим скоковима још од 2005. године је Розелин Фиљо.
За репрезентацију Канаде почиње да се такмичи као шеснаестогодишња девојчица 2005. године, и исте годне осваја бронзану медаљу на светском првенству у родном Монтреалу, а потом су уследиле бројне медаље на Играма Комонвелта и Панамеричким играма. Била је делом канадског олимпијског тима на три узастопне Олимпијаде, у Лондону 2012. је освојила бронзу у синхронизованим скоковима, баш као и у Рију 2016. где је узела две бронзе у скоковима са торња. На Играма 2008. у Пекингу заузела је 7. место у синхронизованим скоковима са торња. Са светских првенстава има још три сребрне медаље, једну из Барселоне 2013. и две из Казања 2015. године.